# 最右
最右是一个搞笑内容的虛擬社群，運營主體為北京小川科技有限公司，成立於2014年。最右曾多次遭到行政处罚以及被下架。但不久重新恢复上架並被運營公司整改。

## 引用来源
1. ↑  . 经济观察网.   [2021-04-18]. （原始内容存档于2021-04-20）.
2. ↑  刘炜. . techweb.   [2021-04-18]. （原始内容存档于2021-04-18）.